# SpaceX CRS-30
SpaceX CRS-30 (znana również jako SpX-30) – dziesiąta bezzałogowa misja SpaceX w ramach drugiej fazy kontraktu Commercial Resupply Service na Międzynarodową Stację Kosmiczną, która została wystrzelona 21 marca 2024 roku. Misja została zakontraktowana przez NASA i została wykonana przez SpaceX przy użyciu statku Dragon C209. Jest to pierwszy start statku Dragon 2 ze stanowiska startowego SLC-40.

## Przebieg misji
Rakieta Falcon 9 wraz ze statkiem kosmicznym Dragon wystartowała 21 marca 2024 roku o godzinie 20:55 UTC po raz pierwszy ze stanowiska SLC-40. Dwa dni później statek Dragon zadokował do modułu Harmony znajdującego się na pokładzie Międzynarodowej Stacji Kosmicznej.

## Ładunek
NASA zakontraktowała misję CRS-30 i w związku z tym określiła główny ładunek, który musiał zostać przetransportowany na pokład Międzynarodowej Stacji Kosmicznej.

### ArgUS 1
Misja SpaceX CRS 30 przeniosła platformę ładunkową o nazwie ArgUS 1 dla Airbus Defence and Space, która będzie składała się z wielu ładunków znajdujących się w jednym urządzeniu.

### SEN SpaceTV-1
NASA wraz z ESA wysłała w kosmos ulepszoną kamerą wideo umożliwiającą nagrywanie w rozdzielczości 4K. Kamera ta będzie przesyłać strumieniowo wideo na żywo ze stacji.

### IMAGIN-e
Główny wykonawca firmy Thales Alenia Space, przetestuje podczas tego lotu komputer, który ma usprawnić dowodzenie i kontrolę nad statkami kosmicznymi. Komputer ten jest projektowany dla statku Orion, księżycowej stacji Lunar Gateway i prywatnej stacji kosmicznej Axiom, której Thales Alenia Space jest głównym wykonawcą.